# Вертинген
Вертинген (њем. Wertingen) град је у њемачкој савезној држави Баварска. Једно је од 27 општинских средишта округа Дилинген ан дер Донау. Према процјени из 2010. у граду је живјело 8.909 становника. Посједује регионалну шифру (AGS) 9773182.

## Географски и демографски подаци
Вертинген се налази у савезној држави Баварска у округу Дилинген ан дер Донау. Град се налази на надморској висини од 421 метра. Површина општине износи 51,9 km². У самом граду је, према процјени из 2010. године, живјело 8.909 становника. Просјечна густина становништва износи 172 становника/km².

## Међународна сарадња
| Мјесто | Држава    | Врста сарадње | Од    |
| ------ | --------- | ------------- | ----- |
|        | Француска | партнерство   | 1989. |
| Извор  |           |               |       |